# Los Homafar

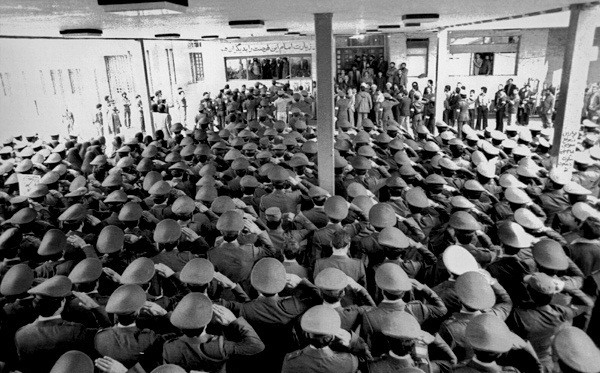
Los Homafar promesa con Jomeini

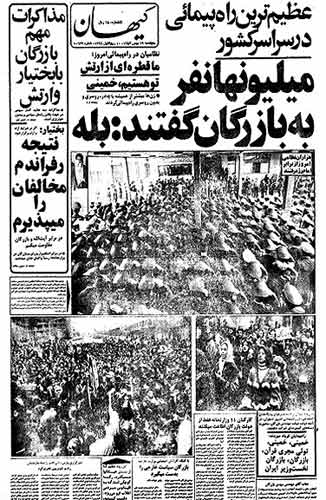
Kayhan-1979.2.8- la foto muy famosa de los Homafar en la portada

Los Homafar eran una división de las Fuerzas Aéreas de Irán en la época de sha que estuvo reclutando a miembros entre los años 1968 y 1978.
Tras ser reclutados, los Homafar eran destinados a los Estados Unidos para estudiar cursos específicos de electrónica, mecánica, electromecánica, radar, sistemas de detección, etc.

## Papel en la revolución Islámica
El papel que desempeñaron los Homafar en la revolución que comenzó en 1978 fue crucial. En medio de las revueltas los Homafar abrieron al público los polvorines y almacenes de armas, y así, la población, una vez armada pudo enfrentarse a la Guardia Real. Asimismo, en los cuarteles de Teherán, Hamadán y Mashad, los Homafar se amotinaron, lo cual incitó los ánimos de la población local para echarse ésta a la calle. El 8 de febrero de 19179 los Homafar se presentaron de uniforme ante Ruhollah Jomeini para ponerse a su servicio. Hoy esa fecha es el Día de las Fuerzas Aéreas en Irán.

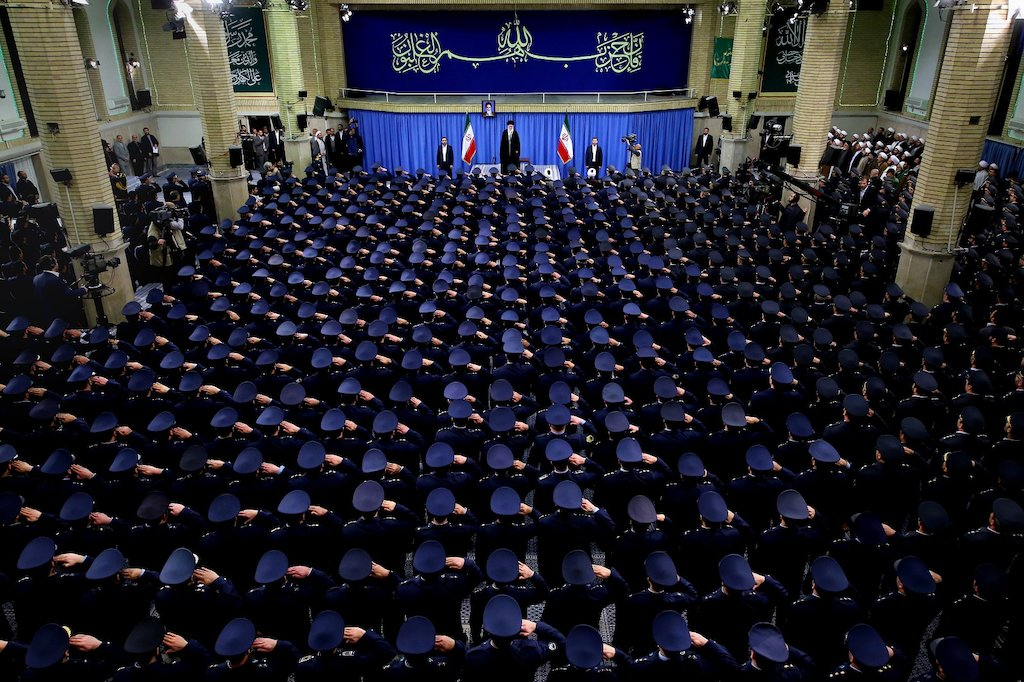
Reconstrucción del evento por Fuerza Aérea de la República Islámica de Irán ante Ayatola Jamenei